# 팬덥
팬덥(Fandub), 팬더빙은 팬이 만든 더빙 또는 실사 또는 애니메이션 제작물을 다시 더빙하는 것이다. 더빙은 실사 또는 애니메이션 작품을 일반적으로 원본이 아닌 다른 언어로 다시 녹음하는 행위이다. 대부분의 작품은 다른 언어로 번역되지만 일부 팬더빙은 팬더버의 모국어로 제작된 작품을 위한 것이다. 대화는 긴밀한 번역에서부터 원본 대본의 이야기와 줄거리, 주인공의 성격을 완전히 변경한 버전까지 다양하다.
팬더빙의 이유는 제작물이 공식 더빙을 받지 못하는 것부터 공식 더빙이 제대로 수신되지 않는 것까지 다양하다. Fandub은 가장 일반적으로 일본의 애니메이션으로 이루어지지만 때로는 실사 및 애니메이션 시리즈와 모든 언어의 영화를 포함한다. 스토리 라인, 캐릭터 성격 및 콘텐츠가 일반적으로 유머러스한 방식으로 극적으로 변경된 버전을 "Abridged Series" 및 "fundubs"라고 한다.
팬덥은 일반적으로 저작권이 있는 자료를 사용하기 때문에 팬덥은 팬섭과 동일한 저작권 영향을 받지만 규모가 다르다. 저작권 문제를 피하기 위해 팬더빙은 원본 비디오를 변경하지 않고 원본 음소거 비디오와 함께 더빙된 오디오만 재생하는 Dubroo와 같은 웹 기반 더빙 도구를 사용하여 만들어지는 경우도 있다.
팬더빙은 다른 언어로 번역된 노래 커버 (음악)(주로 애니메이션 주제곡)를 의미할 수도 있다. 어댄다 리(Amanda Lee) 및 크리스티나 비(Cristina Vee)와 같은 몇몇 영어 성우가 유튜브에 팬덥 커버를 게시했다.

## 같이 보기
- 더빙
- 팬섭
- 머시니마